# Torre San Giorgio
Torre San Giorgio (La Tor o Tor San Giòrs in piemontese) è un comune italiano di 705 abitanti della provincia di Cuneo in Piemonte.
Posizionato perifericamente nel nord del territorio provinciale, dista poco più di 40 km da Torino. È un piccolo-medio centro artigianale e commerciale, noto altresì per la propria fiera triennale dedicata all'edilizia.

## Storia
Durante il periodo fascista (1936-1945) il comune di Torre San Giorgio fu aggregato a quello di Moretta.

### Simboli
Lo stemma e il gonfalone del comune sono stati concessi con decreto del presidente della Repubblica del 29 ottobre 1958.
Il gonfalone è un drappo trinciato di bianco e di azzurro.

## Monumenti e luoghi d'interesse

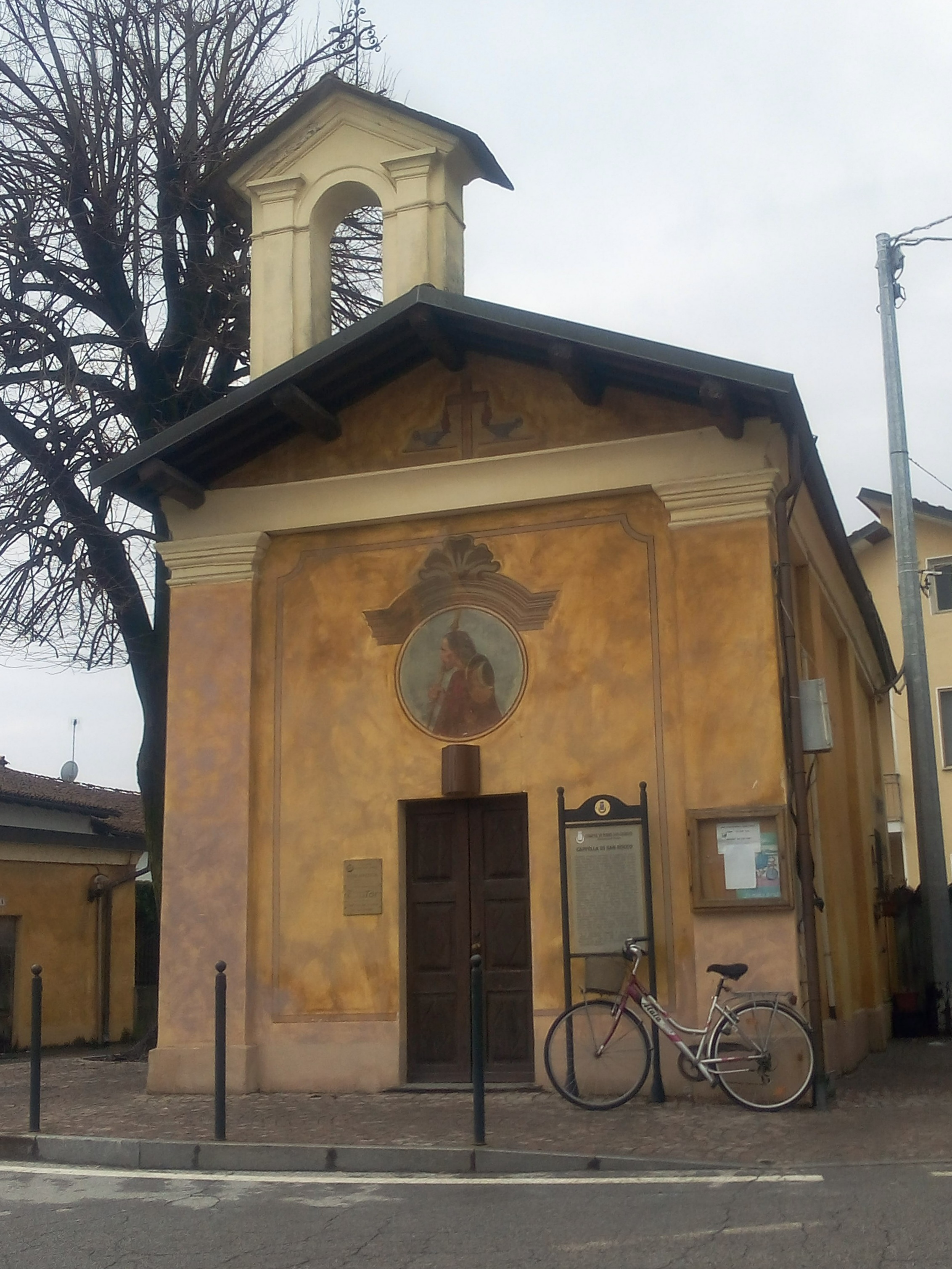
La cappella di San Rocco

- Chiesa parrocchiale di San Giorgio (anno 1710)
- Cappella di San Rocco
- Pinacoteca Carlo Sismonda
- Bosco della Prigione

## Società

### Evoluzione demografica
Abitanti censiti

## Infrastrutture e trasporti
Tra il 1882 e il 1950 l'abitato era servito dalla tranvia Torino-Saluzzo e, fra il 1884 e il 1986, da una stazione posta lungo la ferrovia Airasca-Saluzzo.

## Amministrazione

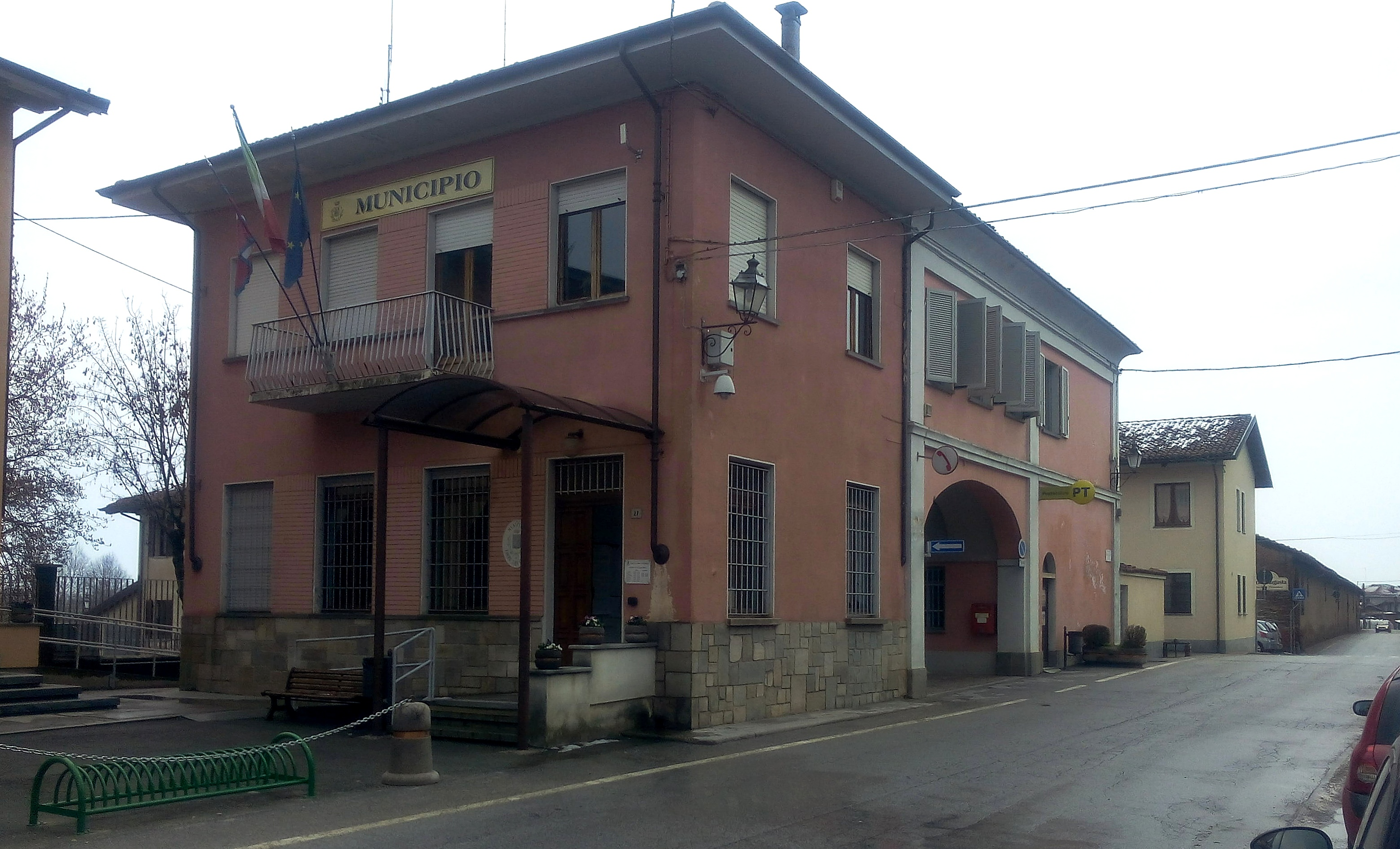
Il municipio

Di seguito è presentata una tabella relativa alle amministrazioni che si sono succedute in questo comune.
| Periodo        | Periodo        | Primo cittadino           | Partito                     | Carica  | Note  |
| -------------- | -------------- | ------------------------- | --------------------------- | ------- | ----- |
| 27 giugno 1985 | 22 maggio 1990 | Giovanni Battista Cravero | Democrazia Cristiana        | Sindaco | [ 7 ] |
| 22 maggio 1990 | 24 aprile 1995 | Giovanni Battista Cravero | Democrazia Cristiana        | Sindaco | [ 7 ] |
| 24 aprile 1995 | 14 giugno 1999 | Giovanni Manino           | -                           | Sindaco | [ 7 ] |
| 14 giugno 1999 | 14 giugno 2004 | Attilio Mola              | -                           | Sindaco | [ 7 ] |
| 14 giugno 2004 | 8 giugno 2009  | Mario Franco Monge        | lista civica                | Sindaco | [ 7 ] |
| 8 giugno 2009  | 26 maggio 2014 | Mario Franco Monge        | lista civica                | Sindaco | [ 7 ] |
| 26 maggio 2014 | 27 maggio 2019 | Mario Franco Monge        | lista civica: La torre      | Sindaco | [ 7 ] |
| 27 maggio 2019 | in carica      | Daniele Giorgio Arnolfo   | lista civica: Torre merlata | Sindaco | [ 7 ] |